# إلوب غرب إفريقي
إلوب غرب أفريقي (الاسم العلمي: Elops lacerta) (بالإنجليزية: West African ladyfish)‏ هو نوع من الأسماك يتبع جنس الإلوب من فصيلة الإلوبات.